# Кремко Олександр Олександрович
Олекса́ндр Олекса́ндрович Кремко́ (18 травня 1944, с. Велика Корениха Варварівського району Миколаївської області, УРСР – 27 грудня 2020, Каліфорнія, США) – радянський і український фотограф, письменник, громадський діяч, член Спілки журналістів СРСР (з 1970 року), почесний громадянин міста Миколаєва.

## Життєпис
Народився 18 травня 1944 року в селі Велика Корениха (нині – місцевість Заводського району міста Миколаїв), де проживав до 1950 року разом з матір'ю (з батька-моряка в 1944 році було знято бронь і непідготовленим відправлено на фронт, де той загинув)
З 1951 по 1961 роки навчався у миколаївській СШ № 7. Ще у шкільні роки зацікавився фотографією. У 7-10 класах відвідував кіностудію при Палаці піонерів (нині – Палац творчості учнів), керівником якої був Марк Трейгер – відомий режисер та оператор. Разом із ним знімав свої перші телевізійні фільми, демонстрували їх у Миколаєві, возили на всеукраїнські та всесоюзні фестивалі аматорських і дитячих стрічок.
З 1961 року, після закінчення школи, працював фотокореспондентом заводської багатотиражної газети «Трибуна рабочего» Чорноморського суднобудівного заводу, де опублікував знімки Павла Тичини, Олеся Гончара, які неодноразово відвідували Миколаїв.
Після служби в армії, з 1966 року працював фотокореспондентом у новоствореній Миколаївській молодіжній газеті «Ленінське плем’я», де пропрацював 15 років. У 1967 – 1972 роках заочно навчався в Миколаївському педінституті (нині Миколаївський національний університет імені В. О. Сухомлинського) на філологічному факультеті.
Після закінчення школи працював на миколаївському суднобудівному заводі імені Носенка, спочатку в механічному цеху № 39, а згодом – у заводській кінофотостудії.
У 1963–1966 роках проходив дійсну строкову військову службу в лавах ЗС СРСР у складі 32-ї ракетної дивізії РВСП. Після демобілізації повернувся на суднобудівний завод, вступив до миколаївського фотоклубу.
У 1966 році була заснована обласна комсомольська газета «Ленінське плем'я» і Кремко був зарахований до її штату, згодом перейшов на роботу до агенції ТАРС-РАТАУ. У 1968 році заочно вступив на філологічний факультет Миколаївського педагогічного інституту за спеціальністю «російська мова і література». З 1981 року – кореспондент Укрінформу по Миколаївській області. Паралельно готував знімки для «Ленінського племені» та «Южной правды». З 1990-го року співпрацював з новоствореною газетою «Рідне Прибужжя», а 1995 року перейшов у «Вечірній Миколаїв».
Роботи Олександра Кремка публікувалися у найбільших періодичних виданнях України і СРСР, а також за кордоном: у газетах, журналах, фотоальбомах. Його персональні виставки проходили у Миколаєві, Києві, Москві, за межами колишнього СРСР. О. О. Кремко увічнив Героїв Радянського Союзу, Героїв України, Героїв Соціалістичної праці, перших секретарів ЦК КПРС, президентів України, льотчиків-космонавтів, міністрів, уславлених корабелів, а також роботу XXV–XVII з'їздів КПРС, XVII–XXI з'їздів ВЛКСМ, І-й з'їзд народних депутатів СРСР, Московську Олімпіаду, Міжнародний фестиваль молоді та студентів у Москві, міжнародні військові навчання, паради.
Його фотороботи друкувалися в найбільших виданнях країни: «Правда», «Известия», «Огонёк», «Советский Союз», а з появою рідкісних світлин з випробувань ТАКР «Адмирал флота Кузнецов» (1989) – на обкладинках провідних видань світу.
Персональні виставки майстра проходили як в Україні, так і за кордоном.
Останнім часом вийшло десять фотоальбомів його робіт, найвідоміші серед яких – «По Южному Бугу», «Город, где рождаются корабли», «Николаевский зоопарк», «Миколаїв», «Миколаївщина», «Есть только миг...», книга спогадів «Жизнь за кадром».
Автор автобіографічної книги «Життя за кадром».
З виходом на пенсію, разом з дружиною Наталією переїхав до дочки Олени в Каліфорнію (США). Активно продовжував фотографувати, робити дописи в соціальних мережах, цікавитися життям Миколаєва. Помер 27 грудня 2020 року в Каліфорнії, у колі родини.

## Нагороди і почесні звання

### Нагороди
- Заслужений журналіст України (4 травня 1994[4]);
- Орденом «За заслуги» III-го ступеня (16 листопада 2004[5]);
- Золота медаль Української журналістики (2009);
- Почесна грамота Верховної Ради України (2010);
- Ювілейна медаль «20 років Незалежності України» (2011).

### Почесні звання
- Звання «Городянин року» в номінації «Засоби масової інформації – преса» (1999);
- Лауреат Міжнародного рейтингу «Золота фортуна» (2000, 2005);
- Звання «Почесний громадянин міста Миколаєва» (2002);

### Інші регалії
- Переможець творчого конкурсу до 85-річчя Укрінформу (2003);
- Переможець конкурсу «Краща Миколаївська книга – 2012» у номінації «Краще краєзнавче видання» за фотоальбом «Миколаїв і миколаївці» (2012)[2].